# 신경정신병학
신경정신병학(Neuropsychiatry)은 행동을 이해하고 신경생물학과 사회심리학 요인의 상호작용에 귀속시키기 위한 노력의 일환으로 신경학과 관련된 정신병학을 다루는 의학의 한 분야이다. 신경정신병학 내에서 마음은 "뇌의 창발적 속성"으로 간주되는 반면, 다른 행동 및 신경학적 전문 분야에서는 이 둘을 별개의 개체로 간주할 수 있다. 이러한 분야는 일반적으로 별도로 실행된다.
현재 신경정신병학은 신경심리학 및 행동 신경학 분야와 밀접하게 관련되어 있으며 신경학적 및 정신 장애 분류(예: 자폐증, ADHD, 뚜렛 증후군)를 더 잘 이해하기 위해 활용된다.

## 같이 보기
- 신경유전학
- 신경심리학
- 정신의학
- 정신신경면역학